# Tennessee Champ
Tennessee Champ è un film statunitense del 1954 diretto da Fred M. Wilcox.
È un film drammatico ambientato nel mondo della boxe con protagonisti Keenan Wynn, nel ruol del manager Willy Wurble, Dewey Martin, nel ruolo del pugile e suo pupillo Daniel Norton, e Shelley Winters, nel ruolo della moglie di Willy. È basato sul racconto The Lord in His Corner and Others di Eustace Cockrell. Nel cast, nel ruolo di un pugile avversario di Daniel, è presente anche Charles Bronson accreditato con il suo vero nome, Charles Buchinsky.

## Produzione
Il film, diretto da Fred M. Wilcox su una sceneggiatura di Art Cohn con il soggetto di Eustace Cockrell (autore della storia), fu prodotto da Sol Baer Fielding per la Metro-Goldwyn-Mayer e girato nei Metro-Goldwyn-Mayer Studios a Culver City in California

## Distribuzione
Il film fu distribuito negli Stati Uniti dal 25 febbraio 1954 (première a Memphis) al cinema dalla Metro-Goldwyn-Mayer. È stato distribuito anche in Svezia con il titolo Med sting i näven.